# 藏寶圖

藏寶圖示意

藏寶圖顧名思義就是一張記下了寶藏或其他形式的資產埋藏處的地圖。在流行文化，寶藏的位置通常都會在藏寶圖上標「X」字。
藏寶圖在海盜故事很常見，例如：羅伯特·路易斯·史蒂文森在1883年發表的《金銀島》，還有亨利·摩根和基德船長的故事等。